# Gyepű

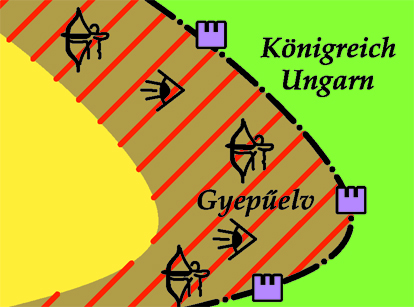
Das Gyepűsystem mit inneren Burgen, Grenzödland (Gyepűelve), Beobachtern und Bogenschützen

Der Gyepű war ein Grenzschutzsystem der Ungarn im Mittelalter. Er bestand vom 10. bis Mitte des 13. Jahrhunderts. Das ungarische Wort Gyepű stammt vom türkischen Wort yapı (dt. Palisade) ab.

## Vorgeschichte
Ab 899 erfolgten Einfälle der Magyaren ins benachbarte Ostfrankenreich. 955 wurden die Magyaren in der Schlacht auf dem Lechfeld von Otto I. dem Großen geschlagen und nach Osten zurückgedrängt.
Großfürst Géza begann daraufhin mit dem Aufbau eines ungarischen Staatswesens, das auch Elemente der slawischen und fränkischen Verwaltung übernahm. Diese Entwicklung wurde unter seinem Sohn Stephan I. fortgeführt. Grundlage der staatlichen Organisation waren die Komitate. Stephan I. richtete 44 Komitate ein. An der Spitze eines Komitats stand der vom König bestellte Gespan (lat. comes). 23 dieser ersten 44 Komitate waren Grenzkomitate. Die Gespane der Grenzkomitate trugen die Bezeichnung comes confiniorum (vgl. Markgraf), ihr Sitz war die Komitatsburg. Die Bewohner der Komitate gliederten sich in Freie und Unfreie. Zur Unterstützung der Gespane dienten Amtsträger wie die Jobagionen (Dienstleute) und die Grenzwächter (lat. custodes). Die Jobagionen und die Grenzwächter wurden gemeinsam mit ihren Familien in „Zehnerschaften“ angesiedelt, einer Organisation, die von den ungarischen Nomaden übernommen wurde.

## Das Gyepűsystem
Der Aufbau der ungarischen Staatsorganisation erforderte nach außen hin einen wirksamen Grenzschutz, der nach Art der ungarischen Nomaden eingerichtet wurde. Der Gyepű schützte einerseits das ungarische Binnenland nach außen und andererseits die einzelnen Stammesniederlassungen der Magyaren untereinander. Er war ein System von mehreren hintereinander geschalteten Grenzschutzlinien mit Erdburgen und Grenzwächtersiedlungen an Stellen, die am leichtesten zu verteidigen waren. Dazwischen lag unwegsames und gering bevölkertes Ödland (Gyepűelve). Die Ödlandstreifen hatten eine Ausdehnung von ungefähr 10 bis 40 Kilometern. Die innerste Linie bildete die Siedlungsgrenze. Das Ödland wurde allerdings schon unter den Árpáden zunehmend besiedelt.
Im Bereich des Gyepűelve arbeiteten die Grenzwächter im Dienste des Grenzschutzes. Die Grenzwächter hatten zwei Aufgaben. Die Bogenschützen (lat. sagittarii) bewachten die Grenzgebiete. Die Aufgabe der speculatores war die Beobachtung gegnerischer Truppen. Kleinere Einfälle wehrten die Grenzwächter selbst ab, größere Einfälle wurden auch durch Truppen der Burgen bekämpft. War auch dies nicht ausreichend, mussten die Truppen des Königs eingreifen. Im Falle eines magyarischen Angriffs war das Grenzödland Aufmarschgebiet und die Burgen dienten als Basen für den Nachschub. Die Grenzwächter gehörten zu den Freien des Komitates. Die lateinische Bezeichnung der Anführer der Grenzwächter war decurio bzw. centurio, deren ungarische Bezeichnung ist nicht überliefert. Die Decurionen und Zenturionen erhielten ihre Befehle vom Gespan.
Ab Mitte des 13. Jahrhunderts wurde der Gyepű allmählich aufgegeben. Nicht zuletzt die erfolglose Verteidigung im Zuge des Mongolensturms 1241 hatte gezeigt, dass das System nicht mehr zeitgemäß war. An die Stelle des Gyepűs traten die standfesteren Steinburgen.

## Der westungarische Gyepű

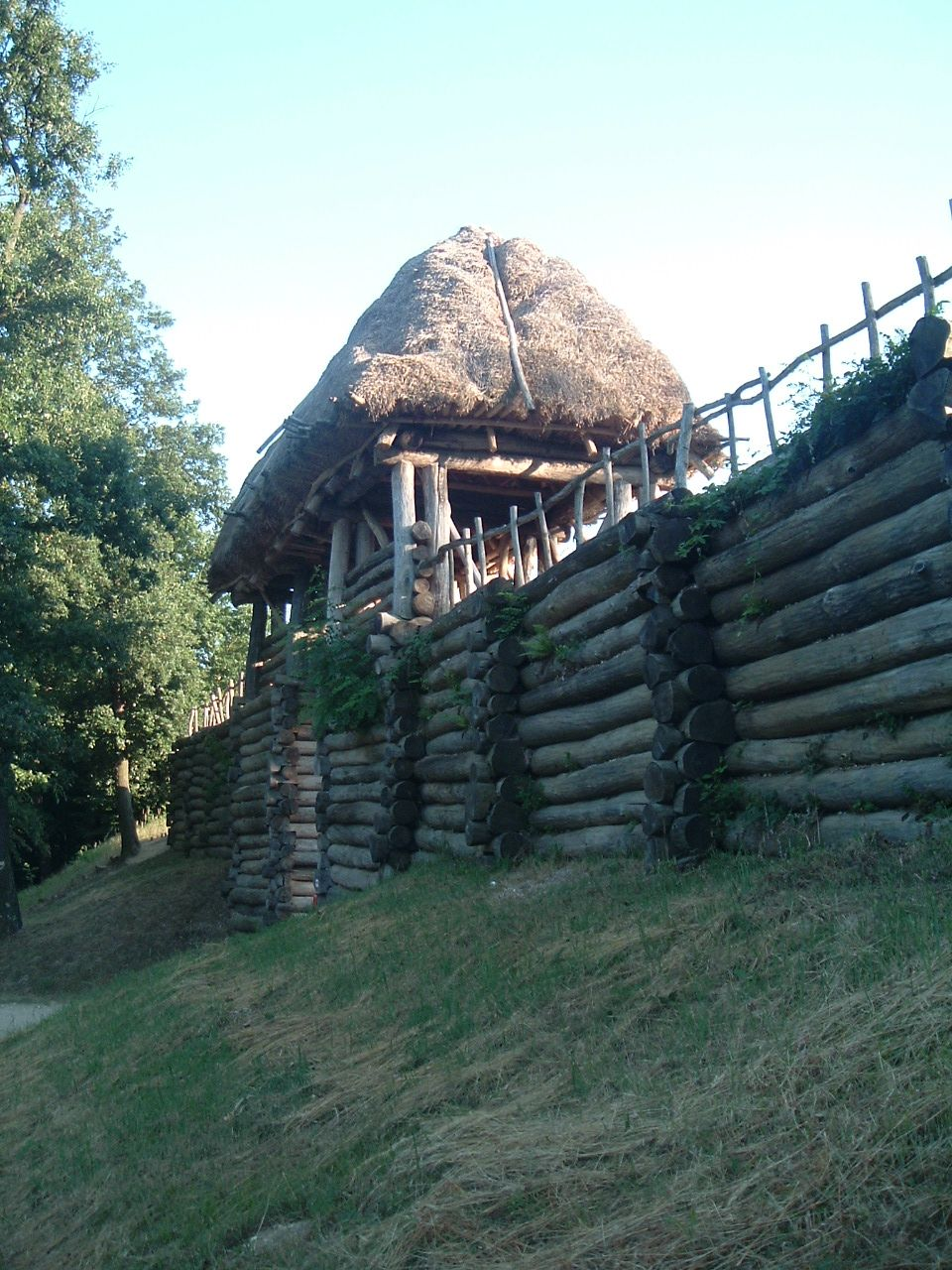
Rekonstruktion eines Gyepű-Durchlasstores bei Vasvár.

Das Wappen der Stadt Oberwart stellt einen Grenzwächter zwischen den Burgen Bernstein und Güssing dar.

Das westungarische Grenzschutzgebiet wurde nach der Niederlage der Ungarn gegen den König des Ostfrankenreiches Otto I. den Großen in der Schlacht auf dem Lechfeld 955 ausgebaut. Der Gyepű diente in dieser Region dem Schutz vor Einfällen durch die Deutschen vom Westen her. Die Ungarn siedelten Wächter in der Region an. Die Gyepűzone entlang der Landesgrenze zum Ostfrankenreich war zweifach gegliedert. Die innerste Linie bildete eine Burgenkette von Karlburg über Eisenburg nach Süden. Diese Verteidigungslinie wurde mit Wällen und Pfählen befestigt. Nur an den wichtigsten Ein- und Ausfallstraßen gab es schmale Durchlässe, die sogenannten „Portae regni“, die gesondert befestigt waren. Die äußerste Linie war das Grenzödland im Westen mit ungangbar gemachten Wäldern, Sümpfen und Überschwemmungsgebieten, das sich zwischen Muraszombat im heutigen Slowenien und Regede in der heutigen Steiermark erstreckte. Ein großer Teil des heutigen Burgenlandes in Österreich lag in der Gyepűelve.
Die innere Verteidigungslinie der Burgen an der westungarischen Grenze verlief entlang der Raab. Davor waren Grenzwächter im Ödland entlang der Flussläufe der Pinka, Lafnitz und des Strem- sowie des Zickenbaches angesiedelt. Die Siedlungen der Grenzwächter waren vor allem durch Ungarn besiedelt. An der westungarischen Grenze wurden frühgeschichtliche Erdburgen (z. B. Burg und Purbach) in den Gyepű einbezogen, weiters wurden palisadenbewehrte Befestigungen der Slawen wie Mosapurc, Burg Devín, Brezalauspurc reaktiviert. Außerdem bauten die Ungarn auch neue Erdburgen wie die Komitatsburgen Ödenburg und Wieselburg, Kotenburg.
Eine Reihe burgenländischer Ortschaften wie beispielsweise Pöttsching, Oberpullendorf, Oberwart, Litzelsdorf und Mischendorf entstand aus den Siedlungen der Grenzwächter. Die Burgenlandungarn gelten als Nachfahren der Grenzwächter des westungarischen Gyepű. Die Grenzwächtersiedlungen konnten sich über Jahrhunderte halten und deren Bewohner genossen noch bis 1848 königliche Privilegien.
Reste des westungarischen Gyepűsystems sind beispielsweise beim Buchberg in Niederösterreich noch sichtbar. In Vasvár wurde ein Stück eines Tores (Durchlass) der inneren Befestigungslinie rekonstruiert.

### Ortsnamen
Die burgenländischen und westungarischen Ortsnamen mit der Endung „wart“ weisen noch auf die Siedlungsräume der „Grenzwarte“ hin.
- Oberwart
- Unterwart
- Siget in der Wart
- Stephansdorf in der Wart (Apátistvánfalva in Ungarn)

Ortsnamen mit Schützen sollen an Siedlungen erinnern, in denen die damaligen bewaffneten Grenzschützer lebten.
- Oberschützen
- Unterschützen
- Deutsch-Schützen
- Kroatisch Schützen (Horvátlövő in Ungarn)
- Großschützen (Veľké Leváre in der Slowakei)
- Kleinschützen (Malé Leváre in der Slowakei)

Nur bedingt in diese Reihe gehört Schützen am Gebirge, das bis 1924 Gschieß hieß, allerdings gab es in der Gegend die Orte Ober- und Unterschützen, die im Spätmittelalter verödeten.
Der ungarische Name Gyepűfüzes für Kohfidisch erinnert ebenfalls an die ehemalige ungarische Grenzsicherung.